# John Wesley Harding
| 전문가 평가                   | 전문가 평가 |
| 평가 점수                     | 평가 점수   |
| 출처                          | 점수        |
| ----------------------------- | ----------- |
| AllMusic                      | [ 2 ]       |
| MusicHound Rock               | 3.5/5       |
| The Rolling Stone Album Guide | [ 4 ]       |
| Encyclopedia of Popular Music | [ 5 ]       |
| Tom Hull                      | A           |

《John Wesley Harding》은 컬럼비아 레코드가 1967년 12월 27일에 발매한 미국의 싱어송라이터 밥 딜런의 여덟 번째 스튜디오 음반이다. 밥 존스턴이 프로듀싱한 이 음반은 딜런이 서정적으로 추상적이고 블루스 색인 록 음악 세 곡을 발표한 후 반음향 악기와 민중의 자극에 찬 작곡으로 복귀하는 것을 표시했다. 《John Wesley Harding》은 많은 스타일리쉬한 스레드와 함께, 더 밴드와 함께 다작의 홈 레코딩 세션 시리즈를 공유하고 있으며, 1975년에 부분적으로 《The Basement Tapes》로 발매되었고, 2014년에 《The Bootleg Series Vol. 11: The Basement Tapes Complete》로 발매되었다.
《John Wesley Harding》은 비평가들로부터 예외적으로 호평을 받았고 잘 팔렸으며, 미국 차트에서 2위에 올랐고 영국 차트에서 1위를 차지했다. 딜런이 컬럼비아를 홍보나 홍보로 음반 발매를 막았다는 점을 고려할 때 이 상업적인 공연은 주목할 만한 것으로 여겨졌다. 발매한 지 석 달도 되지 않아 《John Wesley Harding》은 미국 음반 산업 협회로부터 골드 인증을 받았다. 〈All Along the Watchtower〉는 1968년 가을에 지미 헨드릭스의 연주가 발표된 후 그의 가장 인기 있는 곡 중 하나가 되었다.
이 음반의 이름은 텍사스주 출신의 무법자 존 웨슬리 하딘의 이름을 따서 지어졌다.

## 곡 목록
모든 곡들은 밥 딜런에 의해 작사/작곡하였다.
| #  | 제목                                           | 재생 시간 |
| -- | ---------------------------------------------- | --------- |
| 1. | 〈John Wesley Harding〉                        | 2:58      |
| 2. | 〈As I Went Out One Morning〉                  | 2:49      |
| 3. | 〈I Dreamed I Saw St. Augustine〉              | 3:53      |
| 4. | 〈All Along the Watchtower〉                   | 2:31      |
| 5. | 〈The Ballad of Frankie Lee and Judas Priest〉 | 5:35      |
| 6. | 〈Drifter's Escape〉                           | 2:52      |

| #  | 제목                          | 재생 시간 |
| -- | ----------------------------- | --------- |
| 1. | 〈Dear Landlord〉             | 3:16      |
| 2. | 〈I Am a Lonesome Hobo〉      | 3:19      |
| 3. | 〈I Pity the Poor Immigrant〉 | 4:12      |
| 4. | 〈The Wicked Messenger〉      | 2:02      |
| 5. | 〈Down Along the Cove〉       | 2:23      |
| 6. | 〈I'll Be Your Baby Tonight〉 | 2:34      |

## 인증
| 국가                       | 인증     | 판매량/출하량 |
| -------------------------- | -------- | ------------- |
| 영국 (BPI) 1989 release    | 골드     | 100,000^      |
| 미국 (RIAA)                | 플래티넘 | 1,000,000^    |
| ^출하량을 기반으로 한 인증 |          |               |